# Чонджу (КНДР)
Чонджу (кор. 정주시; [tsʌŋ.dzu]) — си (город в КНДР) на юге провинции Пхёнан-Пукто, КНДР. До 1994 года являлся уездом (кун в КНДР).

## География
На севере от города находится город Кусон, на северо-востоке — Тхэчхон, на востоке находится уезд Унджон, а на западе — Коагсан.
Местность в основном состоит из низких холмов и равнин, но гористая также присутствует на севере. Вдоль южного побережья простирается Чонджунская равнина (кор. 정주평야), высота которой не достигает 200 м. Около 40 % города покрыто хвойными лесами, основные деревья — сосны. Чонджу принадлежат также приблизительно 10 островов в Жёлтом море.
Чонджу исторически находится на пути из Пхеньяна в Синыйджу. Во времена правления династии Чосон, на севере была построена оборонительная стена.

## История
В период Чосон Монголия вторглась в Корею, однако люди противостояли ей. В поздний период монархии, в конце XIX века, произошло первое крупномасштабное восстание в окрестностях города.
После начала русско-японской войны, в марте 1904 года город Чонджу заняли части японской армии, в дальнейшем здесь был расквартирован японский гарнизон.
В 1905 году в городе открылась линия Кёнъисон. В 1907 году была открыта школа Осан. В 1939 году открылась железная дорога Пхёнбук
До 1994 года город имел административную степень кун (уезд). В феврале 2011 года произошли мелкие протесты в городе и других районах Пхёнан-Пукто.

## Экономика
В местном сельском хозяйстве преобладают садоводство и рисовое земледелие. Развита традиционная промышленность. Особенно известны каштаны этого города.

## Транспорт
Город обслуживается как автомобильным, так и железнодорожным транспортом. Город является точкой соединения линий Пхёны и Пхёнбук Корейской государственной железной дороги.

## Политика
В феврале 2011 года, в этом городе и других населённых пунктах Пхёнан-Пукто происходили редкие протесты. Протестующих набиралось лишь несколько десятков, люди призывали о достаточной провизии риса и электричества. В это время новости об Арабской весне распространялись через китайское телевидение и телефонные звонки с беженцами.
На 11 парламентских выборах главой города стал Ан Ён Хён (кор. 안영현; 2003—2009). На выборах 2009 года главой выбрали Рян Кён Бока (кор. 량경복?, 梁慶福?; 2009—2014). С 2014 года по наше время главой остаётся Ким Ик Чоль.

## Известные жители
- Мун Сон Мён, основатель Церкви объединения
- Пэксок[кор.], поэт и переводчик КНДР
- Пэк Ин Дже[кор.], хирург
- Сон У Хвы[кор.], новеллист

## Административное деление
Чонджу делится на 14 тонг (районов) и 18 ри (сёл):
| - Эдо-дон (кор. 애도동) - Конён-дон (кор. 고현동) - Намчхоль-дон (кор. 남철동) - Орён-дон (кор. 오룡동) - Осан-дон (кор. 오산동) - Пукджён-дон (кор. 북장동) - Рёнпхо-дон (кор. 룡포동) - Самма-дон (кор. 삼마동) - Сандан-дон (кор. 상단동) - Синчон-дон (кор. 신천동) - Соджу-дон (кор. 서주동) - Соннам-дон (кор. 성남동) - Тарчхон-дон (кор. 달천동) - Ёкджон-дон (кор. 역전동) - Амдо-ри (кор. 암두리) - Чимхян-ри (кор. 침향리) | - Хыкрон-ри (кор. 흑록리) - Ирхэ-ри (кор. 일해리) - Намхо-ри (кор. 남호리) - Намъян-ри (кор. 남양리) - Осон-ри (кор. 오성리) - Токчан-ри (кор. 독장리) - Посан-ри (кор. 보산리) - Сема-ри (кор. 세마리) - Синнан-ри (кор. 신안리) - Синбон-ри (кор. 신봉리) - Сохо-ри (кор. 서호리) - Соксан-ри (кор. 석산리) - Тэсан-ри (кор. 대산리) - Тэсон-ри (кор. 대송리) - Вонпон-ри (кор. 원봉리) - Ворян-ри (кор. 월양리) |